# The Miracle (filme de 2013)
The Miracle é curta-metragem sul-coreano estrelado por Lee Tae-min e Bang Min-ah, que parodia as séries de TV Master's Sun e The Heirs. Foi ao ar pela SBS em 29 de dezembro de 2013, durante o SBS Gayo Daejeon.

## Elenco

### Elenco principal
- Lee Taemin como Kim Tan
- Bang Min-ah como Cha Eun-sang
- Jang Wooyoung como Joo Jong-won
- Son Na-eun como Tae Gong-shil

### Elenco secundário
- Seo In-guk como Kang Woo
- Krystal Jung como Lee Bo-na
- Kang Min-hyuk como Yoon Chan-young
- K.Will como Choi Young-do

### Convidados
- EXO
- VIXX
- Hwang Kwang-hee
- Im Si-wan
- Shinee (Onew, Jonghyun e Key)
- BEAST (Yoseob, Gikwang e Dongwoon)
- Park Jin-young
- IU